# Bezdrev
Bezdrev je podle katastrální rozlohy druhým největším rybníkem nejen v Jihočeském kraji, ale i druhým největším v České republice. Produkcí ryb však zaujímá místo první. Je největším rybníkem v okrese České Budějovice (chovným rybníkem Rybářství Hluboká cz. s.r.o.). Leží na katastru města Zliv, 4 km západně od Hluboké nad Vltavou mezi silnicemi z Českých Budějovic do Vodňan a do Týna nad Vltavou, nedaleko od zámečku Ohrada. Je součástí ptačí oblasti Českobudějovické rybníky. Hráz rybníka je součástí přírodní památky Hlubocké hráze. Rybník dostal svůj název dle toho, že původní bažina byla beze stromů, tzv. bez drev.

## Bezdrev v číslech

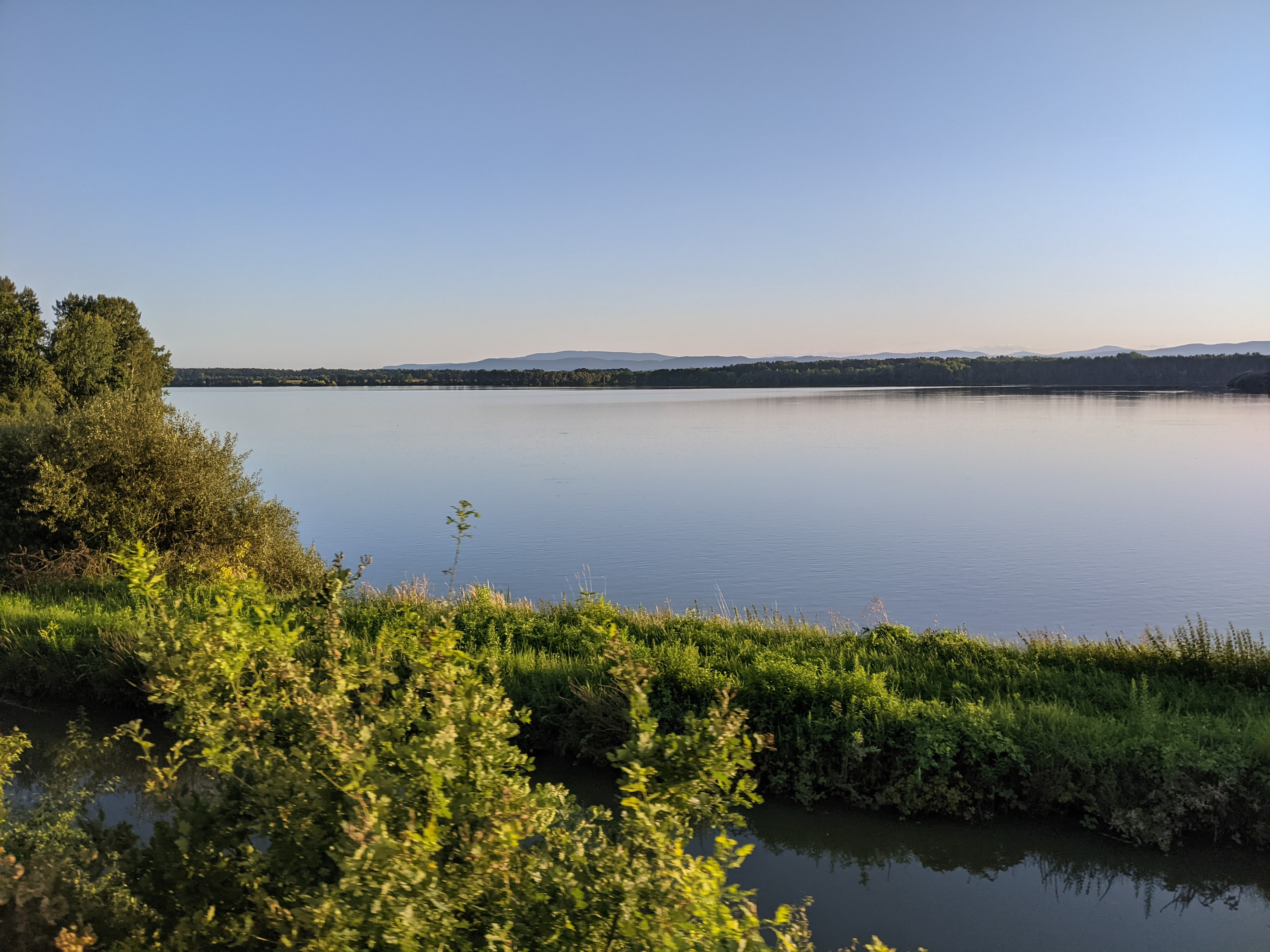
Bezdrev od severovýchodu

Hráz má dlouhou 400 m a vysokou 7,8 m. Vodní plocha v nadmořské výšce 381 m má rozlohu 520 ha, katastrální výměra činí 520 ha. Na několika místech rybník dosahuje hloubky až 7 m. Obvod měří 18,5 km.

## Vodní režim
Rybník je napájen Soudným (Netolickým, Bezdrevským) potokem, který je přítokem Vltavy. Svým umístěním má Bezdrev charakter údolní nádrže a jeho voda je dále rozváděna do menších rybníků a sádek.

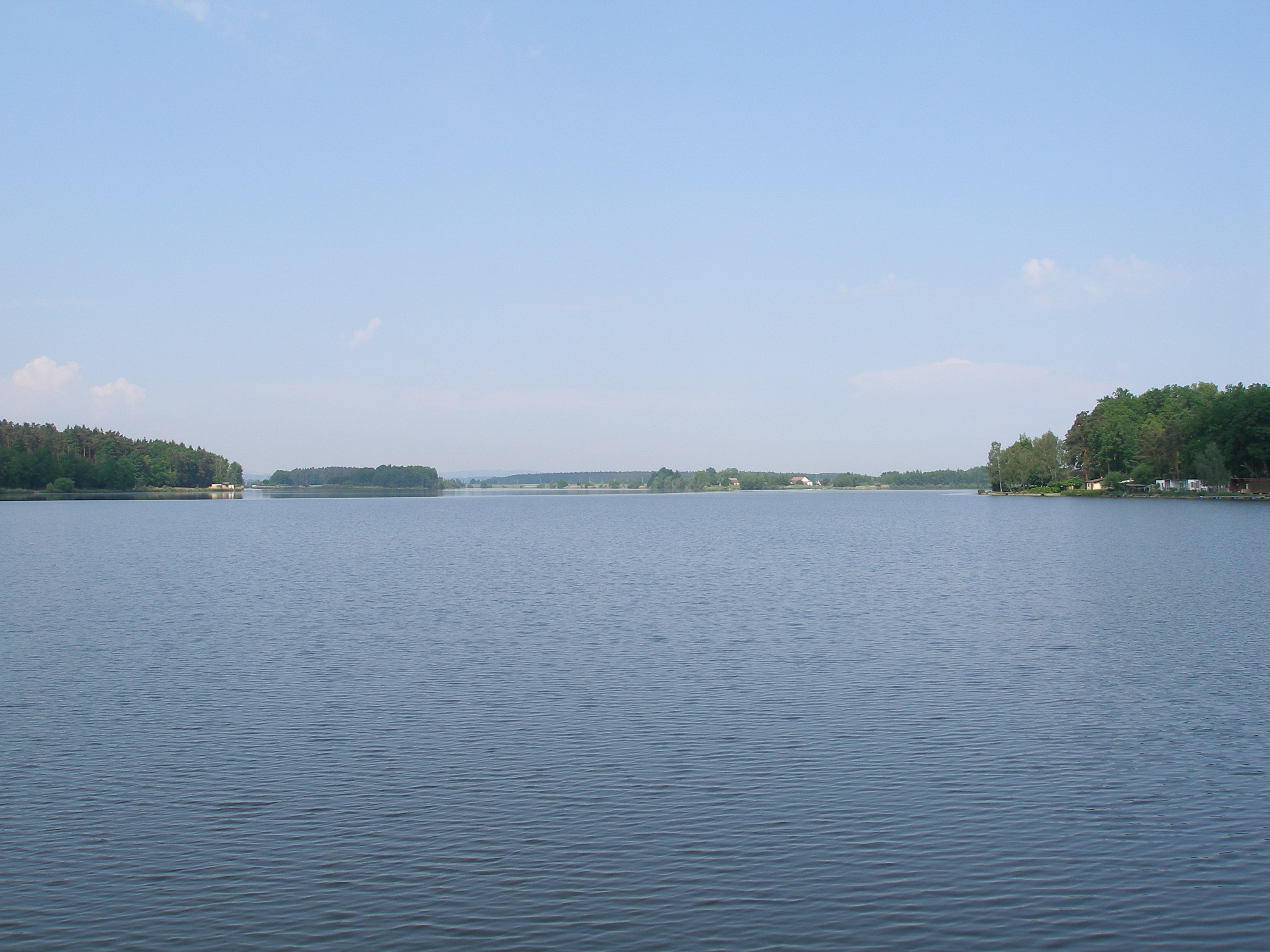
Bezdrev z hráze

## Historie a využití
Bezdrev byl vybudován v letech 1490–92 na příkaz majitele panství Hluboká Viléma z Pernštejna. Účelem stavby rybníka byl především chov ryb, jejichž nejhojnějším zástupcem je v rybníce tradiční kapr, ale najdeme zde množství dalších druhů, jako jsou např. štika, amur, lín či sumec.
Bezdrev je dobře známý také jako letní turistické a sportovní středisko. Břehy rybníka jsou posety rekreačními objekty, jejichž obyvatelé přírodní prostředí využívají nejen ke koupání, ale i k vodním sportům, především jachtingu a windsurfingu. Na Bezdrevu jsou pravidelně pořádány jachtařské závody. Roku 1951 se na Bezdrevu konaly první jachtařské závody, o rok později už místní klub pořádal mistrovství republiky ve třech třídách.